# یوری یرماکوف
یوری یرماکوف (انگلیسی: Yuriy Yermakov؛ زادهٔ ۳ سپتامبر ۱۹۷۰) ژیمناست هنری اهل اوکراین بود.